# Frontera (topologia)
|  | Aquest article tracta sobre fronteres en topologia general. Si cerqueu la frontera d'una varietat, vegeu «Varietat (matemàtiques)#Varietat amb frontera». |

Un conjunt (blau clar) i la seva frontera (blau fosc)

En topologia i matemàtiques en general, la frontera d'un subconjunt S d'un espai topològic X és el conjunt de punts als quals hom s'hi pot aproximar tant des d'S com des de fora d'S. Més concretament, és el conjunt de punts de la clausura d'S que no pertanyen a l'interior d'S. Un element de la frontera d'S s'anomena punt frontera d'S. El terme operació frontera s'utilitza per l'acció de trobar o prendre la frontera d'un conjunt. Algunes notacions per referir-se a la frontera d'un conjunt S són bd(S), fr(S), ∂S o {\displaystyle \partial S}.
Una component connexa de la frontera d'S s'anomena component frontera d'S.
Si un conjunt consisteix només de punts discrets, llavors el conjunt només té frontera i no té interior.

## Definicions
Existeixen diferents definicions equivalents per a la frontera d'un subconjunt S d'un espai topològic X:
- la clausura d'S sense l'interior d'S: ∂S = S \ So.
- la intersecció de la clausura d'S amb la clausura del seu complementari: ∂S = S ∩ (X \ S).
- el conjunt de punts p de X tals que qualsevol entorn de p conté almenys un punt d'S i almenys un punt de fora d'S.

## Exemples

Frontera dels components hiperbòlics del conjunt de Mandelbrot

Considerem la recta real R amb la topologia habitual (és a dir, aquella en què els conjunts base són els intervals oberts). Es té
- ∂(0,5) = ∂[0,5) = ∂(0,5] = ∂[0,5] = {0,5}
- ∂Q = R
- ∂(Q ∩ [0,1]) = [0,1]

Els dos últims exemples il·lustren el fet que la frontera d'un conjunt dens amb interior buit és la seva clausura.
En l'espai dels nombres racionals amb la topologia habitual (la topologia subespai de R), la frontera de (-∞, a), on a és irracional, és buida.
La frontera d'un conjunt és un concepte topològic i, per tant, pot canviar si hom pren una altra topologia. Per exemple, amb la topologia habitual de R², la frontera d'un disc tancat Ω = {(x,y) | x² + y² ≤ 1} és la circumferència que l'envolta: ∂Ω = {(x,y) | x² + y² = 1}. Si es considera el disc com un subconjunt de R3 amb la topologia habitual, és a dir, Ω = {(x,y,0) | x² + y² ≤ 1}, llavors la frontera del disc és el mateix disc: ∂Ω = Ω. Si es considera el disc com el seu propi espai topològic (amb la topologia subespai de R²), llavors la frontera del disc és buida.

## Propietats
- La frontera d'un conjunt és tancada.[1]
- Tant la frontera de l'interior d'un conjunt com la frontera de la clausura d'un conjunt estan incloses en la frontera del conjunt.
- Un conjunt és la frontera d'algun conjunt obert si i només si és tancada i densa enlloc.
- La frontera d'un conjunt és igual a la frontera del complement del conjunt: ∂S = ∂(SC).

D'aquí:
- p és un punt frontera d'un conjunt si i només si tot entorn de p conté almenys un punt del conjunt i almenys un punt de fora del conjunt.
- Un conjunt és tancat si i només si conté la seva frontera, i obert si i només si és disjunt amb la seva frontera.
- La clausura d'un conjunt és igual a la unió del conjunt amb la seva frontera: S = S ∪ ∂S.
- La frontera d'un conjunt és buida si i només si el conjunt és obert i tancat alhora (és a dir, un conjunt clopen).

## Frontera d'una frontera
Per a qualsevol conjunt S, ∂S ⊇ ∂∂S, i es té la igualtat si i només si la frontera d'S no té punts interiors, situació que es dona, per exemple, si S és obert o tancat. Com que la frontera d'un conjunt és tancada, ∂∂S = ∂∂∂S per a qualsevol conjunt S. Així, l'operador frontera satisfà una versió feble d'idempotència.
Quan es parla de les fronteres de varietats, o de les de símplexs i els seus complexos simplicials, hom acostuma a veure l'afirmació de què la frontera de la frontera sempre és buida. De fet, la construcció de l'homologia singular agafa aquesta afirmació com a base fonamental. L'explicació per a aquesta aparent incongruència és que la frontera topològica és un concepte lleugerament diferent de la frontera d'una varietat o d'un complex simplicial. Per exemple, la frontera d'un disc obert, vist com a varietat, és buida, mentre que la frontera en sentit topològic és la circumferència que envolta el disc.